# 夜蛾科
夜蛾科（学名：Noctuidae）是一科非常强壮的蛾，该科包括超过4,200属，35,000个物种，已知数量可能达到100,000种，是鳞翅目下最大的一科。
夜蛾科分布于全世界，其中欧洲约1450种。
前翅为土褐色，有些后翅颜色鲜艳。两性之间的差异通常很少。绝大多数夜蛾在夜间飞行，总是强烈地被光吸引。很多物种喜欢富含糖和花蜜的花朵。
一些物种被蝙蝠捕食。然而，许多夜蛾科物种耳朵里面有响应蝙蝠回声定位的小器官，使它们翅膀肌肉发生痉挛，能不稳定地快速移动，这有助于飞蛾在逃避蝙蝠。

## 分類
夜蛾科的物種大致可以分為下列33個亞科：
1. 丽夜蛾亚科 Acontiinae
2. 剑纹夜蛾亚科 Acronictinae
3. Aediinae
4. 虎蛾亚科 Agaristinae（英语：Agaristinae）
5. 杂夜蛾亚科 Amphipyrinae（英语：Amphipyrinae）
6. Araeopteroninae(降級為Araeopteron（英语：Araeopteron）,在裳蛾科科Boletobiinae（英语：Boletobiinae）亞科中
7. Bagisarinae（英语：Bagisarinae）
8. Balsinae
9. 苔藓夜蛾亚科 Bryophilinae（英语：Bryophilinae）
10. 裳夜蛾亚科 Catocalinae
11. Cocytiinae（西班牙语：Cocytiinae）
12. Condicinae（英语：Condicinae）
13. 冬夜蛾亚科 Cuculliinae
14. Cydosiinae
15. Dilobinae（英语：Dilobinae）
16. Dyopsinae
17. 绮夜蛾亚科 Erastriinae
18. Eriopinae
19. Eucocytiinae
20. 尾夜蛾亚科 Euteliinae
21. 文夜蛾亚科 Eustrotiinae
22. 行军虫亚科 Hadeninae
23. 实夜蛾亚科 Heliothinae（英语：Heliothinae）
24. 兰纹夜蛾亚科 Lophonyctinae
25. Metoponiinae
26. 夜蛾亚科 Noctuinae
27. Oncocnemidinae（英语：Oncocnemidinae）
28. Pantheinae（英语：Pantheinae）
29. Phytometrinae(?)
30. 金翅夜蛾亚科 Plusiinae
31. Psaphidinae
32. 皮夜蛾亚科 Sarrothripinae
33. Sinocharinae
34. 蕊翅夜蛾亚科 Stictopterinae
35. Stiriinae
36. Strepsimaninae
37. Thiacidinae
38. Ufeinae
39. 木冬夜蛾亚科 Xyleninae